# Maja Ostaszewska
Maja (prononcer Maïa) Ostaszewska, née le 3 avril 1972 à Cracovie (Pologne), est une actrice polonaise.

## Biographie
Maja Ostazewska est issue d'une famille d'artistes descendant d'une famille noble Ostoja-Ostaszewski. Son père, le musicien Jacek Ostaszewski (pl), est le fondateur du groupe Osjan (pl). Durant sa petite enfance, elle vit avec ses parents dans les Monts des Géants, à Przesieka (Basse-Silésie). Elle effectue sa scolarité secondaire au Lycée n° VII Zofia-Nałkowska de Cracovie. Elle obtient en 1996 son diplôme de l'école nationale supérieure de théâtre de Cracovie. Elle fait partie successivement de la troupe du Teatr Dramatyczny, du Teatr Rozmaitości w Warszawie, et du Théâtre national (Varsovie). Depuis 2008, elle travaille avec le Nowy Teatr de Krzysztof Warlikowski.
Maja Ostazewska se réclame du bouddhisme et est végétarienne.
Maja Ostazewska a partagé pendant deux ans la vie du cinéaste Łukasz Barczyk. Elle est désormais la compagne de Michał Englert (fils du metteur en scène Maciej Englert (pl) et de l'actrice Marta Lipińska (pl), neveu de l'acteur Jan Englert), dont elle a deux enfants nés en 2007 et 2009.

## Filmographie

### Cinéma
- 1993 : La Liste de Schindler (Schindler's List) : la femme frénétique
- 1997 : Przystań : Karolina
- 2000 : Egoiści : la cliente à l'agence publicitaire
- 2000 : Prymas. Trzy lata z tysiąca : Soeur Leonia
- 2001 : Tam, gdzie żyją Eskimosi : la fille à l'hôtel
- 2002 : Le Pianiste (The Pianist) de Roman Polanski : la femme à l'enfant
- 2003 : Przemiany : Marta Mycinska
- 2004 : Dzień dobry kochanie
- 2005 : Solidarność, Solidarność..., segment Père : Maja adulte
- 2006 : S@motność w sieci : la gynécologue
- 2007 : Katyń d'Andrzej Wajda : Anna, la femme d'Andrzej
- 2008 : Ile waży koń trojański? : Lidka
- 2009 : Dzieci Ireny Sendlerowej
- 2009 : Janosik, roi des voleurs (Janosik, Prawdziwa historia) d'Agnieszka Holland et Kasia Adamik : Margeta
- 2011 : Les Impliqués de Jacek Bromski : Agata
- 2013 : Aime et fais ce que tu veux (W imię...) de Małgorzata Szumowska : Ewa
- 2014 : Jack Strong de Władysław Pasikowski : Hania
- 2015 : Cialo (Body) de Małgorzata Szumowska : Anna
- 2015 : Panie Dulskie de Filip Bajon : Melania
- 2016 : Pitbull. Nowe porzadki de Patryk Vega : Olka
- 2016 : Pitbull. Niebezpieczne kobiety de : Olka
- 2018 : 7 uczuk de Marek Koterski : la mère d'Adas et Miki
- 2019 : Ja teraz klamie de Pawel Borowski : Celia
- 2019 : (Nie)znajomi(Nie)znajomi de Tadeusz Sliwa : Anna
- 2020 : Le Masseur de Małgorzata Szumowska : Maria
- 2020 : Magnezja de Maciej Bochniak : Roza Lewenfisz
- 2021 : Tesciowie de Jakub Michalczuk : Malgorzata
- 2022 : Broad Peak de Leszek Dawid : Ewa Berbeka
- 2023 : Green Border d'Agnieszka Holland : Julia
- 2023 : Tesciowie 2 de Kalina Alabrudzinska : Malgorzata Wilk
- 2024 : Les Couleurs du mal : Rouge (Kolory zla. Czerwien) d'Adrian Panek : Helena Bogucka

### Télévision

#### Téléfilms
- 1999 : Patrzę na Ciebie, Marysiu : Marysia Orzechowska

#### Séries télévisées
- 2000–2001 : Przeprowadzki : Celina Szczygiel
- 2003–2008 : Na dobre i na złe
- 2008–2009 : Czas honoru
- depuis 2011 : Przepis na życie

## Théâtre
- 2005 : Krum de Hanoch Levin, mise en scène Krzysztof Warlikowski
- 2007 : Angels in America de Tony Kushner, mise en scène Krzysztof Warlikowski
- 2009 : (A)pollonia, mise en scène Krzysztof Warlikowski

## Prix / Distinctions
- 1998 : Prix de la meilleure actrice au Festival du film polonais de Gdynia pour son rôle dans Przystań
- Lauréate du prix Aleksander Zelwerowicz pour son rôle de Harper Pitt (Angels in America) durant la saison 2006-2007.
- Aigle de la meilleure actrice aux Polskie Nagrody Filmowe 2014 pour son rôle de Hanna Kuklińska dans Jack Strong
- Aigle de la meilleure actrice aux Polskie Nagrody Filmowe 2015 pour son rôle de Anna dans Cialo

## Sources et références
- (pl) Cet article est partiellement ou en totalité issu de l’article de Wikipédia en polonais intitulé « Maja Ostaszewska » (voir la liste des auteurs).